# Østtangente (Flensborg)
Østtangenten (tysk: Osttangente) er en firesporet omfartsvej, der går øst om Flensborg. Vejen er en del af Bundesstraße (forbundsvej) B 199.
Østtangenten blev bygget i flere etaper i årene fra 1992 til 2006. Formålet var at lette trafikpresset i det centrale Flensborg. Navnet henviser til den geometriske figur tangent. Østtangenten starter syd for Flensborg i nærheden af indkøbscentret Förde Park. Den går derfra i en bue øst om Flensborg-bydelene Rude, Pælevad, Sandbjerg, Adelbylund og Jørgensby og ender på Nordgaden ved Engelsby. Østtangenten leder dermed den sydfrakomne trafik fra motorvejen A 7 / E45, der skal mod de nordøstlige bydele og mod det nordlige Angel udenom byen.